# Барви (ансамбль бандуристів, ТНПУ)
«Барви» — український народний ансамбль бандуристів Тернопільського національного педагогічного університету імені Володимира Гнатюка.

## Відомості
У 1986 році на базі факультету підготовки вчителів початкових класів засновано ансамбль бандуристів, який у 2003 році отримав назву «Барви».
У 2008 році колективу присвоєно звання «народний художній колектив».
У репертуарі — зразки забутих або маловідомих пісень Січових Стрільців, вояків УПА, колядки, а також твори українських авторів та композиторів, митців української діаспори.
Постійні учасники Всеукраїнського фестивалю-конкурсу кобзарського мистецтва «Срібні струни» імені Зіновія Штокалка.

## Керівники
- Марія Євгеньєва (1986—2012),
- Дмитро Губ'як (від 2012).

## Відзнаки
- диплом лауреата ІІ ступеня Першого всеукраїнського конкурсу студентів-бандуристів педагогічних інститутів України (Луцьк, 1992),
- диплом лауреата І ступеня Першого міжнародного музичного фестивалю-конкурсу «Срібні струни» (2000)[2],
- переможець ІІІ Міжнародного фестивалю козацької пісні «Байда» (м. Тернопіль, 2003),
- переможець ІІ Всеукраїнського фестивалю кобзарського мистецтва «Струни вічності» ім. В. Перепелюка (м. Вінниця, 2005),
- переможець VI Всеукраїнського фестивалю аматорського мистецтва (м. Моршин, 2006),
- гран-прі II Обласного фестивалю-конкурсу кобзарського мистецтва «Кобза-2008» (Тернопіль, 2008),
- дипломант VI Всеукраїнського фестивалю аматорського мистецтва (Моршин, 2008),
- диплом лауреата Обласного фестивалю кобзарського мистецтва, присвяченого 90-річчю від Дня народження Зіновія Штокалка (м. Тернопіль, 2010),
- диплом лауреата ІІ ступеня VI міжнародного конкурсу «Perpetuum mobile» (м. Дрогобич, 2013),
- диплом лауреата ІІІ ступеня І міжнародного фестивалю-конкурсу «Таврійські зустрічі» (м. Сімферополь, 2013),
- диплом лауреата IV Всеукраїнського фестивалю конкурсу кобзарського мистецтва «Срібні струни» ім. З. Штокалка (м. Тернопіль, 2013).